# Ried-Brig
Ried-Brig is een gemeente en plaats in het Zwitserse kanton Wallis, en maakt deel uit van het district Brig.
Ried-Brig telt 1.993 inwoners.